# Urbanisme aux États-Unis

Carte de l'expansion urbaine aux États-Unis.

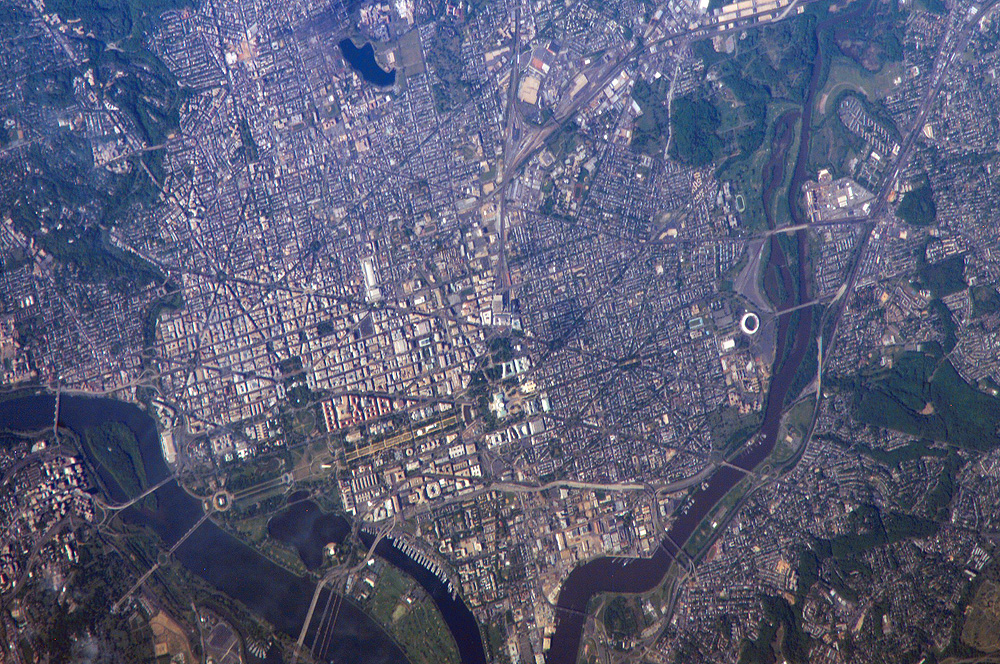
Vue aérienne de Washington, D.C.

L'urbanisme aux États-Unis est caractérisé par une très grande importance des banlieues (suburbs) résidentielles, le centre-ville (downtown) étant souvent délaissé aux populations les plus modestes. Mis à part quelques grandes villes, telles New York, elles ont une densité de population relativement faible, s'étendant sur des aires métropolitaines immenses (Los Angeles, Chicago, Dallas, etc.), le transport interurbain fonctionnant principalement à l'aide de la voiture. On distingue aujourd'hui, sur le territoire américain, quatre grandes régions urbaines : l'aire urbaine du nord-est (BosWash, qui s'étend de Boston à Washington), la côte californienne de San Francisco à San Diego, la région des Grands Lacs et le sud de Dallas à Miami. L'essor urbain touche aujourd'hui les métropoles de la Sun Belt, dont la population augmente rapidement. Depuis les années 1980, l'urbanisme néo-traditionnel tente de populariser une approche urbanistique moins focalisée sur la voiture.

## Histoire

### Les villes coloniales
Au XVIIIe siècle se développe le style géorgien et le palladianisme à partir de la ville de Williamsburg en Virginie. Celle-ci bénéficie d'un plan d'urbanisme moderne, en damier. Deux voies principales se coupent à angle droit : l'une d'elles, la duke of Gloucester Street est large de 30 mètres et longue d'1,2 kilomètre. Elle relie le collège de Guillaume et Marie au capitole. L'axe nord-sud aboutit au palais du gouverneur, édifié en 1706-1720.

### Réforme pour l'hygiène publique (de 1820 à la fin duXIXesiècle)

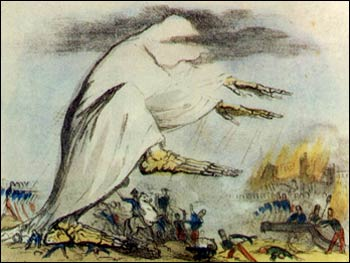
Représentation d'une épidémie de choléra au XIX montrant la diffusion de l'épidémie sous la forme d'air empoisonné.

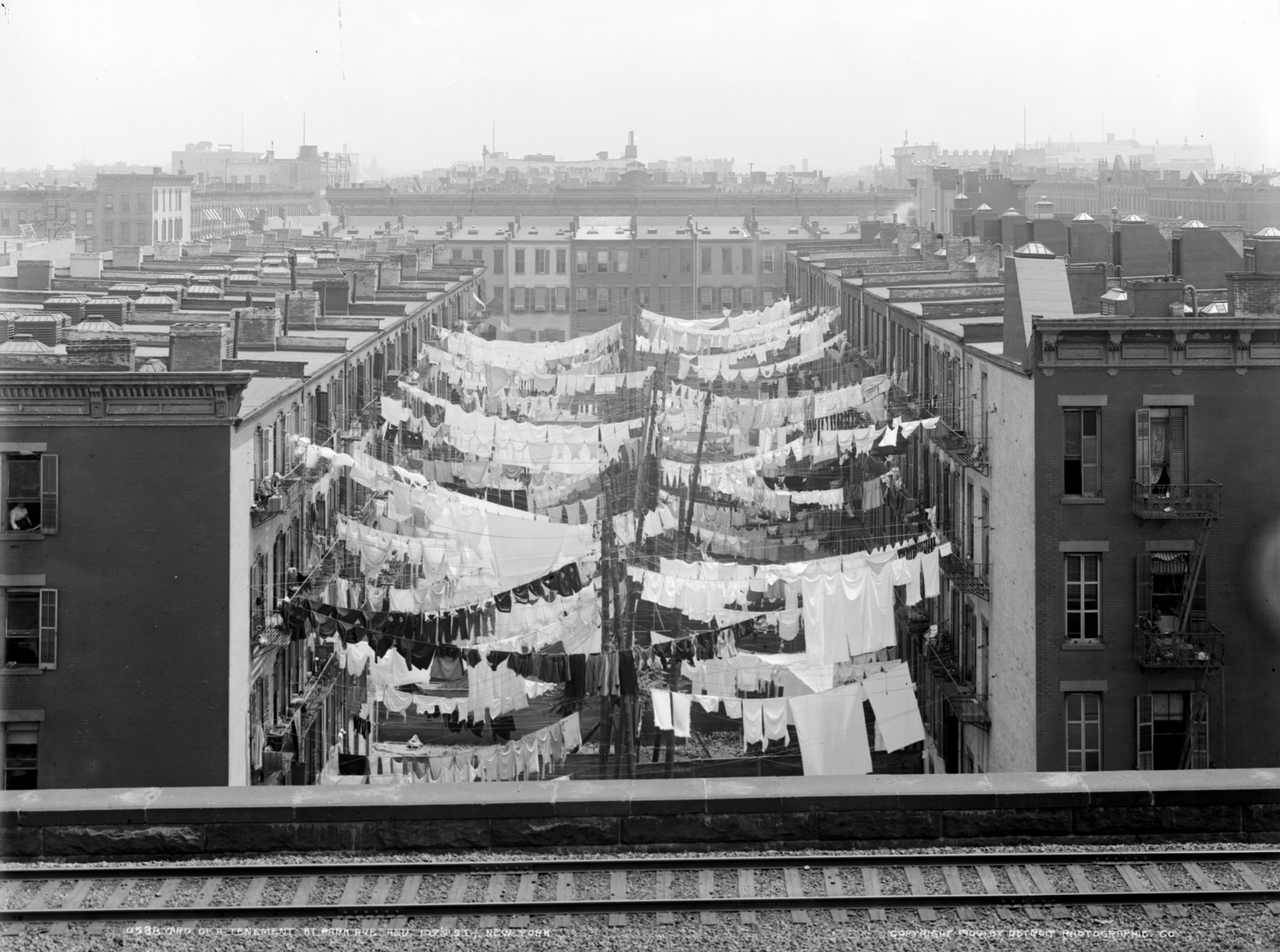
Logements ouvriers à New York. Construits sur la totalité de la parcelle, ils n'étaient pas séparés et avaient un faible renouvellement en air.

Tandis que les villes américaines avaient 300 000 habitants en 1800, ce nombre fut porté à 6,2 million en 1860 et atteint 54 million en 1920. Ainsi, devant la forte arrivée d'immigrants, la population passe de 6 % d'urbains en 1800 à 51 % en 1920. Les autorités prirent conscience que des mesures étaient nécessaires pour accompagner ce changement, s'intéressant particulièrement à deux problèmes. Le premier et principal était les mauvaises conditions sanitaires entraînées par la pauvreté des cités industrielles et propices aux épidémies de maladies contagieuses (typhus, choléra, variole…). Par exemple, les immeubles où les ouvriers s'entassaient étaient construits sur toute la surface du lot : un ensemble d'immeuble n'était donc pas séparé par des ruelles et le renouvellement de l'air était ainsi très faible. Lorsque ces immeubles n'étaient pas reliés aux égouts, le seul espace disponible devant servait à jeter les ordures. Le second problème était que la masse énorme du sous-prolétariat était potentiellement révolutionnaire.
Répondant à la première préoccupation, la société médicale de l'État de New York décida en 1835 d'offrir un prix au meilleur essai sur le sujet. Le docteur Benjamin W. McCready le remporta, et mentionna la mauvaise ventilation des maisons parmi les facteurs de maladie ne pouvant être ignorés. Des institutions furent créées pour étudier ce problème d'épidémies, tels le Conseil d'hygiène et de Santé Publique de New York. La théorie du miasma était alors celle adoptée et fut résumée par Southwood Smith en 1846 :

« Dès lors que des substances animales ou végétales sont en état de décomposition, des matières empoisonnées s'y développent, se mélangent avec l'air qu'elles corrompent, et le rende dangereux pour la santé ainsi que mortel… Si des actions ne sont pas prises pour supprimer immédiatement ces poisons, ils sont transportés par l'air aspiré dans les poumons, où ils transpercent la délicate membrane des cellules et passent donc directement dans le flot de circulation. »

Autrement dit, la théorie médicale alors en vogue était de considérer que l'air traversant la matière organique en putréfaction était nuisible. Outre le nettoyage, l'action préconisée ayant d'importantes répercussions sur l'urbanisme était d'augmenter la ventilation. Pour cela, les immeubles compacts devaient être abandonnés et des espaces bien plus larges devaient être créés. Frederick Law Olmsted, architecte-paysagiste ayant conçu Central Park à New York, déclara ainsi que les problèmes sanitaires provenaient des ruelles étroites et de la surpopulation, concluant que « les deux grands agents naturels de désinfection, la lumière du soleil et le feuillage » avaient besoin d'espace.

### Réforme des immeubles (1900-1914)
Les docteurs établirent que les épidémies n'étaient pas causées par un mauvais air mais par des bactéries se transmettant à travers des infections. Cependant, les tenants de la réforme déclarèrent que les conditions dans lesquelles les bactéries pouvaient vivre provenaient de l'environnement, ce qui continua de lier l'urbanisme à la santé publique. Les mauvaises conditions de vie de la classe ouvrière étaient donc toujours un sujet de préoccupation, qui reçut une attention grandissante de la part des autres citoyens avec la publication en 1890 de How the Other Half Lives, travail de photojournalisme de Jacob Riis dans les taudis de New York. Les bâtiments construits sous le Tenement House Act de 1901 devaient avoir une grande cour intérieure et, sous l'influence de Lawrence Veiller, des limitations furent faites sur la hauteur des bâtiments ainsi qu'un espace obligatoire de chaque côté de la parcelle pour forcer la présence de lumière et une ventilation accrue,.

### Mise en place du zonage (1907-1926)
Tandis que les deux réformes précédentes visaient à améliorer les conditions de la classe ouvrière pour réduire les problèmes de santé publique, la création de plan d'utilisation des sols visait à protéger la santé et le confort financier des classes moyennes et aisées. Pour cela, des banlieues furent construites en interdisant tous les bâtiments jugés indésirables, c'est-à-dire usines, appartements, magasins de détail, etc. L'idée du plan provenait d'Allemagne, mais il y autorisait une utilisation des sols mixte (par exemple des appartements au-dessus de magasins) tandis que son application aux États-Unis fut celle d'une séparation complète des usages industriels, résidentiels et commerciaux. La séparation à l'intérieur d'une zone résidentielle était également faite selon le type d'habitations, visant à rassurer les acheteurs quant à leur investissement. Cette politique conduisit à une ségrégation des villes en des quartiers constitués selon la classe sociale et la race.

### La banlieue et les jardins (1898-1930)

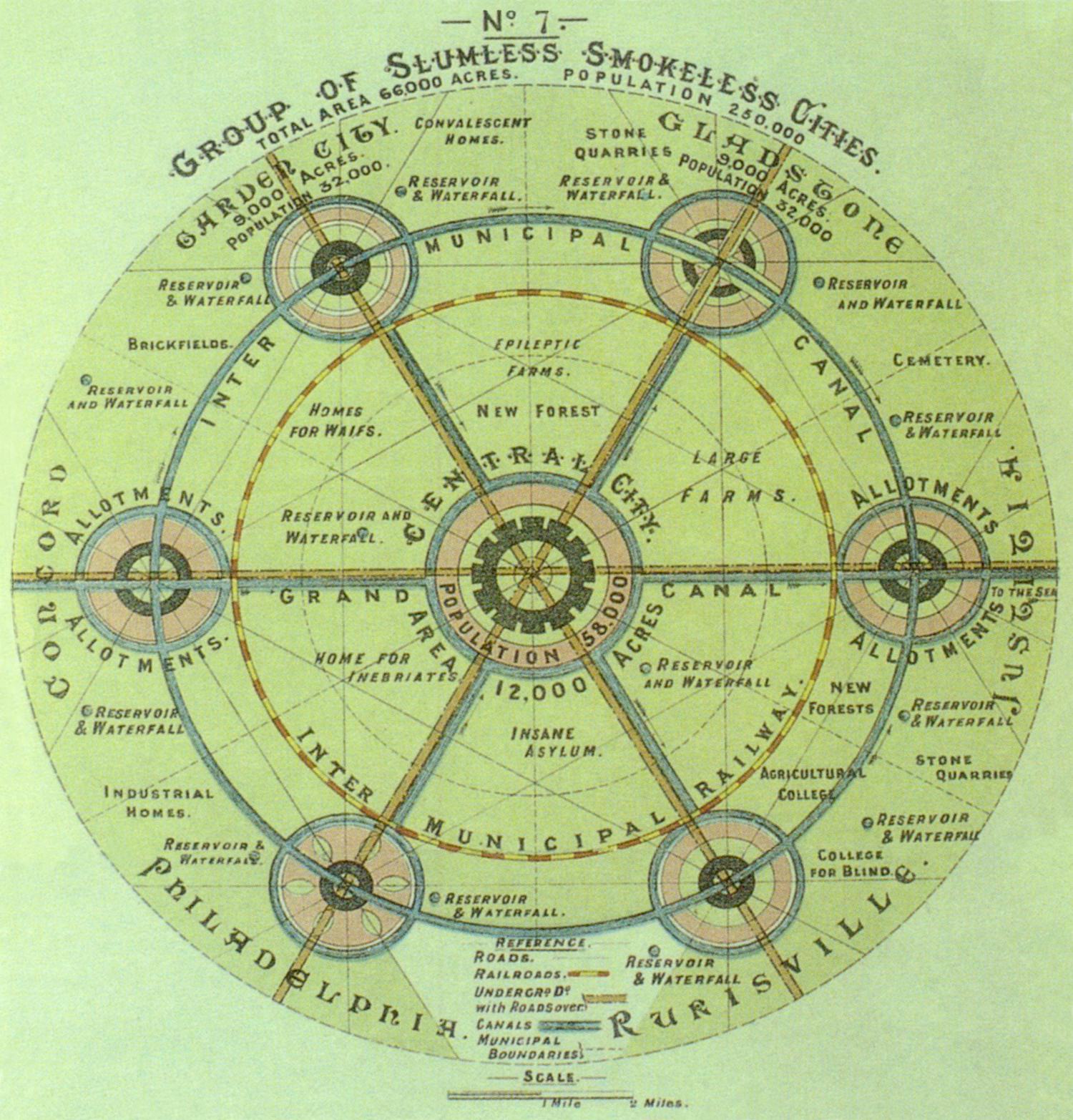
Réseau de cités-jardins d'Ebenezer Howard.

Dans Garden Cities of To-morrow, publié en 1898, l'urbaniste britannique Ebenezer Howard propose une combinaison de la ville et de la campagne, appelée cité-jardin. Chaque cité-jardin serait de forme circulaire, d'un rayon d'environ 1 km, et conçue selon un motif en couches : au plus proche du centre se trouvent les bâtiments administratifs, au milieu les logements (maisons séparées), à la périphérie les usines, et au-delà les espaces agricoles. Chaque ville était ainsi autosuffisante, et les habitants pouvaient s'y déplacer en marchant contrairement aux trois mouvements urbains précédents qui augmentent les distances. Pour Howard, la nature était source de bénéfices sur la santé autant physique que mentale. Ce principe d'une entité urbaine séparée fut mis en pratique à travers le modèle du superblock construit à Sunnyside Gardens dans le Queens, puis à Radburn. Sunnyside héritait de la planification urbaine typique du début du XXe siècle aux États-Unis, avec son réseau routier en forme de grille, tandis que le projet de Radburn n'avait pas la contrainte de réutiliser un réseau routier et put ainsi innover. Le réseau routier de Radburn mit en place des impasses et des routes secondaires ainsi que tertiaires. Le but était d'isoler au maximum le trafic automobile afin de permettre aux piétons de se déplacer en sécurité, ce qui était entièrement à l'opposé de la planification urbaine des années 1920 qui se concentrait sur la mobilité des voitures et ne construisait pas de trottoirs. Pour isoler le trafic, le réseau routier tortueux était conçu de façon telle qu'il soit beaucoup plus long de traverser le quartier plutôt que d'emprunter les routes droites l'entourant. Par ailleurs, les routes entourant le quartier conduisaient à son isolement des autres quartiers, réduisant la probabilité que des piétons souhaitent traverser ce qui pourrait s'apparenter à une autoroute. Cette idée d'un quartier comme unité se retrouve dans les travaux de Clarence Perry, qui la présenta dans une conférence de sociologie en 1923, et considérait un quartier comme une entité dans laquelle il devait être possible de se déplacer à pied et de trouver des bâtiments éducatifs pour les enfants, des espaces de jeux, et des boutiques.

## Études de cas

### La capitale fédérale: Washington, D.C.

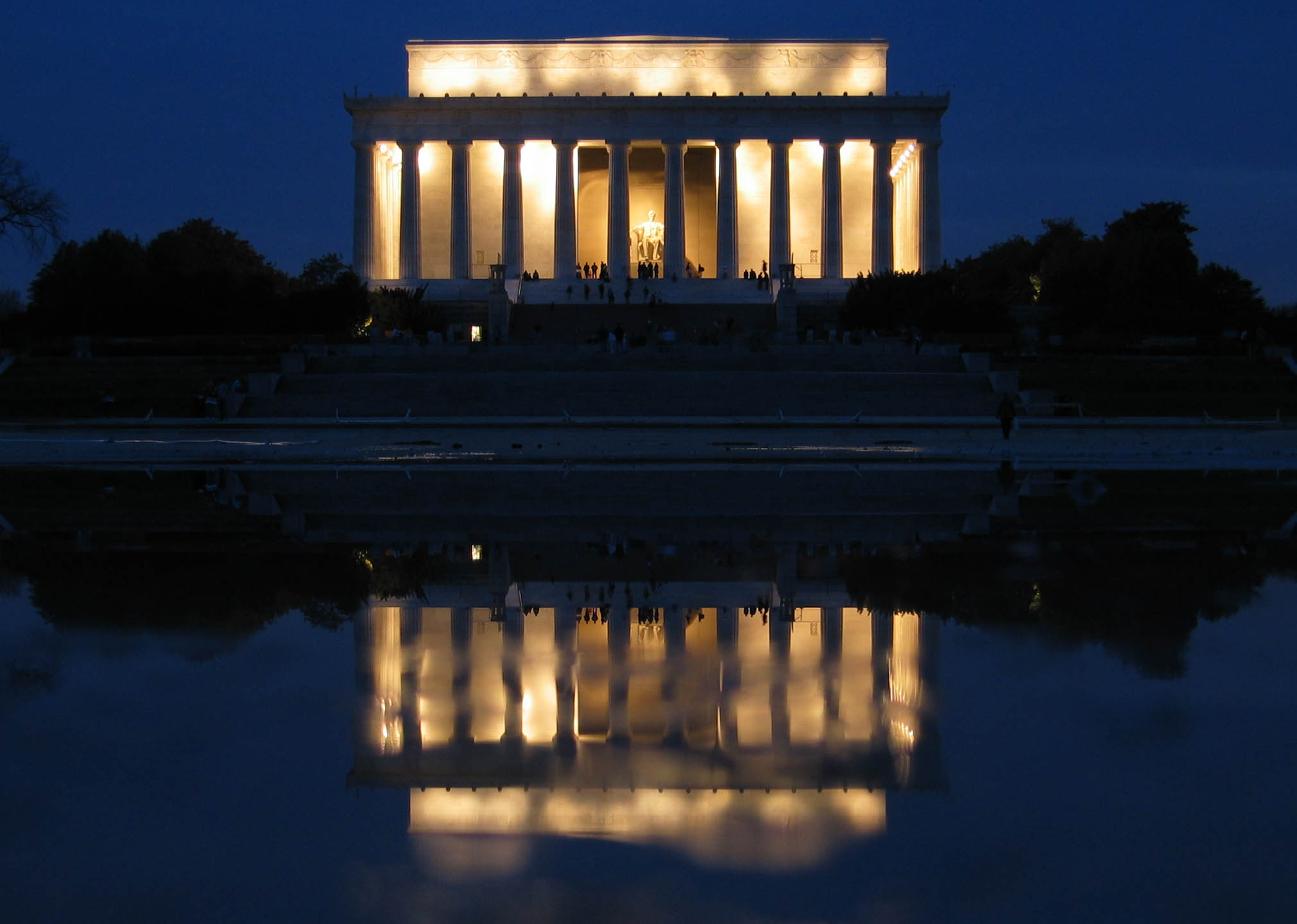
Lincoln Memorial à Washington, D.C.

Le Français Pierre Charles L'Enfant conçoit le Federal Hall à New York. Peu de temps après, il remporte le concours pour construire la capitale fédérale (Federal City) sur les rives du Potomac. Le projet est lancé en 1791, mais ses plans ne sont que partiellement exécutés durant sa vie. Le projet lui est retiré et, par colère, il emporte ses plans avec lui. Cependant, ces derniers sont en grande partie reconstitués de mémoire par le mathématicien Benjamin Banneker. Au tournant des XIXe et XXe siècles, les tenants du mouvement City Beautiful rêvent de réaliser des villes néoclassiques en créant un cadre harmonieux et monumental. Plusieurs villes voulurent appliquer ce concept, mais Washington, D.C. semble la plus aboutie et la plus homogène.

### New York
À la fin du XIXe siècle, plusieurs architectes américains (Louis Sullivan, …) critiquent l'urbanisme des centres-villes américains, et particulièrement celui de la ville de New York. Le plan orthogonal entraîne un engorgement de la circulation. Des problèmes nouveaux de sécurité émergent, notamment en matière d'incendie. Dès 1916, pour répondre à ces difficultés est adoptée à New York une loi sur le zonage (Zoning Law). Le règlement oblige les architectes à adapter la hauteur des immeubles à la largeur des rues. Il reste en vigueur jusqu'en 1961. Cela donne lieu à la construction d'édifices pyramidaux tels que le Paramount Building (C.W. et George L. Rapp, 1927) ou l'Empire State Building (1931).

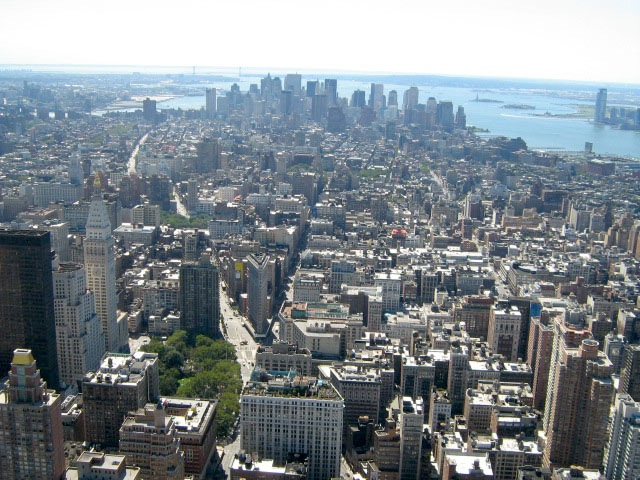
Vue sur la moitié sud de Manhattan.

Dans les années 1950-60, plusieurs quartiers de l'arrondissement de Manhattan sont rénovés en vertu du principe de slum clearance : plusieurs îlots sont tout simplement rasés pour être reconstruits. Mais en 1965, la landmark preservation law est fondée pour protéger les édifices historiques et remarquables de la ville. Actuellement, 65 quartiers de New York ont le statut de quartier historique.
Avec la fermeture de nombreuses usines et d'ateliers dans les années 1960-1970, un grand nombre de bâtiments ont été désaffectés et des friches industrielles sont apparues dans certains secteurs. Plusieurs de ces locaux et entrepôts ont été réhabilités pour être transformés en lofts, accompagnant le phénomène de gentrification du centre : New York est la première ville ayant compté des lofts dans le monde. Aujourd'hui, la City Planning Commission est une organisation composée de treize membres qui participe à l'urbanisme de New York : elle octroie par exemple les permis de construire.
Au début du XXIe siècle, le plus grand chantier de la ville est le World Trade Center après les attentats du 11 septembre 2001 ; le One World Trade Center pour lequel un concours architectural a été ouvert pour reconstruire un mémorial, mais aussi un lieu de vie et d’activité rémunérée. La première pierre a été posée le 4 juillet 2004, jour de la fête nationale des États-Unis. Ce gratte-ciel fut inauguré en 2012. Le Grand New York comptait plus de 22 millions d'habitants en 2010.

### Chicago

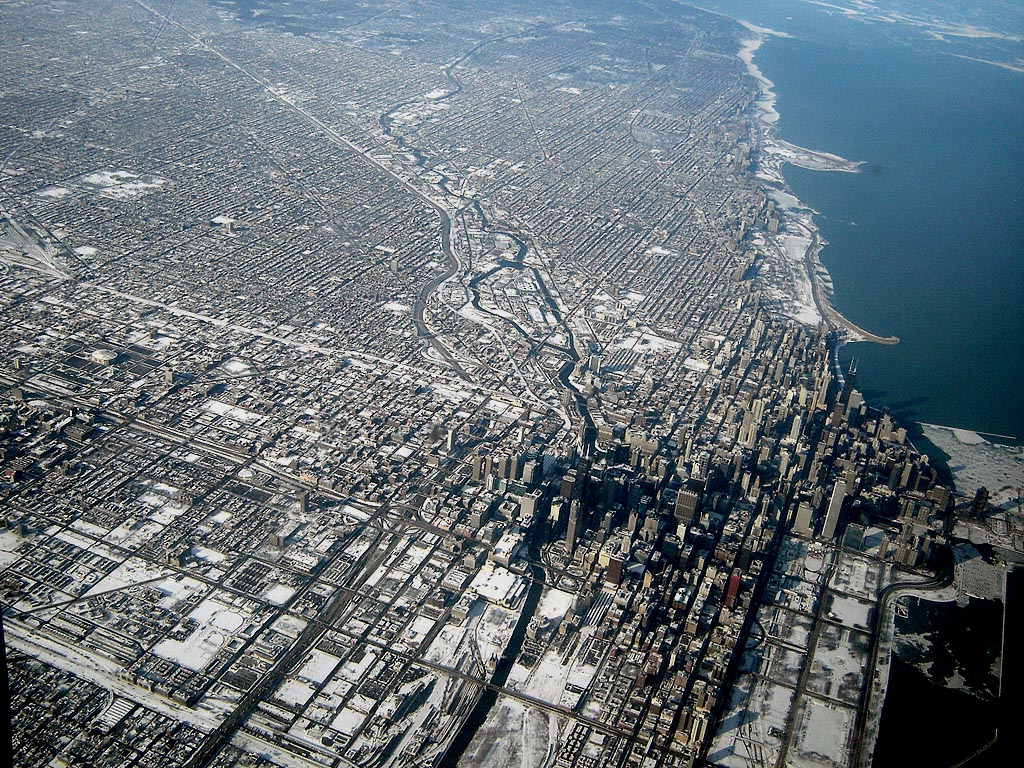
Vue sur l'étalement urbain de Chicago et le contraste clair entre ses quartiers résidentiels et son quartier d'affaires.

Les contraintes naturelles du site de Chicago posèrent des problèmes d'aménagement aux autorités. Chicago a souffert de l'environnement marécageux qui rendait très difficile la construction de routes et d'égouts. La boue envahissait les rues de la ville au printemps et l'image de Chicago était celle d'un endroit crasseux. Les autorités engagèrent des travaux importants afin de surélever les infrastructures et implanter un réseau d'évacuation des eaux usées dans les années 1850.
En octobre 1871, 10 km² de la ville furent réduits en cendres par le grand incendie de Chicago. Le bilan fut dramatique, avec 300 morts et 18 000 bâtiments furent détruits, jetant à la rue environ 100 000 personnes. Le feu se propagea facilement car un grand nombre d'infrastructures et d'habitations étaient construites en bois. L'incendie permit aux urbanistes de penser à une reconstruction de la ville selon des critères modernes. Quelques années plus tard fleurit l'école d'architecture de Chicago, qui eut un rayonnement international. Au centre de la naissante Rust Belt, la ville devient le laboratoire d'expériences arch⁷itecturales : en 1885, le premier gratte-ciel au monde y est construit (Home Insurance Building) en utilisant une armature d'acier. Avec la croissance démographique la plus rapide des États-Unis, la ville passe de près de 300 000 habitants à presque 1,7 million d'habitants de 1870 à 1900. En 1909, le plan d'urbanisme de Daniel Burnham visant à restructurer le paysage urbain de la ville de Chicago fut mis en œuvre. La superficie des espaces verts fut étendue, et le centre-ville (Downtown Chicago) rendu plus sûr.
Après la Première Guerre mondiale, les immigrants afro-américains du Sud des États-Unis investissent, en quête de travail, South Side, partie comprenant les quartiers sud de la ville de Chicago, juste au sud du centre-ville (downtown). South Side abrite le ghetto noir de Bronzeville, un quartier nommé ainsi en raison de la couleur de la peau de ses habitants, très affecté par la désindustrialisation des années Reagan, qui fit renommer la Manufacturing Belt en Rust Belt. La ville de Gary, dans la banlieue sud-est de Chicago était un autre centre industriel, abritant les aciéries de US Steel, sévèrement affecté par la crise après le choc pétrolier de 1973.
Le Millennium Park, aménagé entre 1997 et 2004 au sein de Grant Park, a montré la volonté du maire de Chicago Richard M. Daley (maire de 1989 à 2011), de faire de sa ville un foyer de l'art contemporain. L'un des derniers grands projets de la municipalité fut la Chicago Riverwalk, une voie piétonnière arborée située en bordure de la rivière Chicago.

### San Francisco

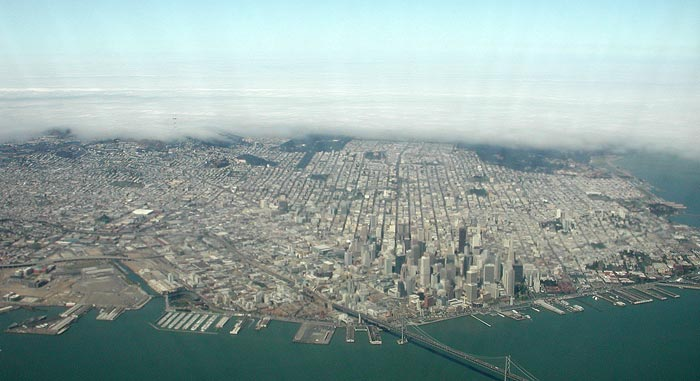
Vue aérienne de San Francisco.

Située sur la côte ouest des États-Unis, la ville de San Francisco a une histoire urbanistique particulière : construite sur un site de collines, la ville grandit très rapidement après la ruée vers l'or de 1848-1849. La population de San Francisco passa d'environ 1 000 habitants en 1848 à 25 000 résidents permanents en 1850. Les infrastructures de San Francisco et des autres villes, véritables villes champignons (tels Bodie ou Sacramento, terminus du premier chemin de fer transcontinental dans les années 1860), aux environs des champs aurifères furent saturées par le flux soudain de population. Les hommes vivaient dans des tentes, des huttes en bois ou des cabines prélevées sur des navires abandonnés.
Les quartiers portuaires du Nord ont été gagnés sur la mer, par poldérisation. La ville met en place quelques cable cars à la fin du XIXe. Si ces tramways ne sont guère utilisés aujourd'hui, mis à part par les touristes, la ville continue aujourd'hui à avoir l'un des réseaux de transports en commun les plus développés des États-Unis, gérés par le San Francisco Municipal Railway.
Le séisme de 1906 et le grand incendie qui s'ensuivit transforma radicalement le visage de la ville. Le centre des affaires obéit à un cahier des charges très strict : tout⁴ nouveau gratte-ciel est soumis à discussion et doit répondre aux normes parasismiques. Dans le reste de San Francisco, les immeubles ne doivent pas dépasser deux étages. Lors de la Grande Dépression, la Work Projects Administration (WPA) finance la construction du Golden Gate Bridge.

### Huntsville (Texas) ouPrison City
Certaines villes se sont spécialisées sur une fonction unique. Ainsi, Huntsville, au Texas, compte 15 000 prisonniers dans sept établissements pénitentiaires différents (en 2008), pour un peu plus de 35 000 habitants (en 2000), et en comptant les prisonniers. Une famille d'Huntsville sur deux a un de ses membres qui travaillent pour l'administration pénitentiaire locale, qui gère également 100 000 personnes en liberté conditionnelle et plus de 300 000 en liberté surveillée.

## Lessuburbs

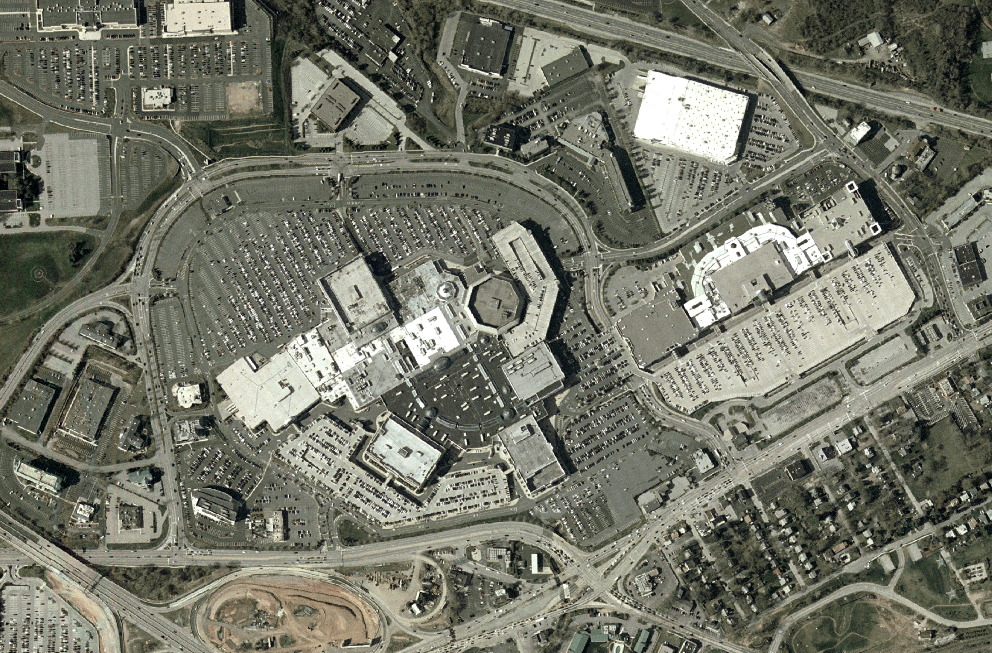
King of Prussia Mall, le plus grand centre commercial des États-Unis, dans une banlieue de Philadelphie. 260000 mètres carrés d'espace de vente, deux étages et plus de quatre cents magasins, la banlieue elle-même, King of Prussia, ayant une population d'environ 18000 habitants.

En Amérique du Nord, les banlieues (suburbs), caractérisées par leurs zones résidentielles immenses, leurs gated communities et leurs centres commerciaux gigantesques, hébergeaient en général les classes moyennes et riches, tandis que les centres-villes étaient réservés aux classes pauvres : c’était le cas, par exemple, de Los Angeles. Mais cette situation comportait toujours les notables exceptions de New-York, San Francisco, Chicago, Boston et de certaines autres grandes villes avec centres "résistants à la pourriture". En outre, il y a un retour progressif des classes moyennes et riches aux centres-villes depuis 1990 notamment à Los Angeles et Atlanta.
Entre 1900 et 1940, la part de la population américaine résidant dans les suburbs passe de 8 à 25 % . Cette tendance fut fortement soutenue par les prêts de la Federal Housing Administration (FHA). Créée en 1934 par le National Housing Act promulgué par Roosevelt pour faire face à la crise, la FHA était en effet très influencée par l'école de Chicago (sociologie) qui considérait cet étalement urbain comme inévitable, et se passait ainsi de financer des prêts downtown, considérant ces quartiers comme inéluctablement sujets à la déréliction. Les pratiques de la FHA, qui permirent néanmoins à la classe moyenne d'accéder à la propriété grâce aux prêts immobiliers, favorisèrent aussi les procédés de redlining justifiant la ségrégation raciale dans l'espace urbain par des critères psychologiques et socio-économiques . Il fallut attendre le Civil Rights Act de 1968 et le Community Reinvestment Act de 1977 pour que ces pratiques soient interdites.
La conurbation du Grand Los Angeles, qui regroupe plus de 171 municipalités, avait en 2005 une population estimée à plus de 17 millions d'habitants, répartis sur une surface totale de 87 972 km², dont seulement la moitié est densément peuplée. Dans les trente dernières années, des edge cities, ou « villes-lisières », concurrencent les centres-villes, en participant à la polynucléarisation des centres urbains (la Silicon Valley ou Princeton, près de New York, fournissant des exemples de telles villes).
Administrativement, les banlieues et petites communautés entourant de grandes villes peuvent être des villes incorporées, c’est-à-dire des « municipalités » avec leurs propres gouvernements, ou elles peuvent être non-enregistrées, avec l’autorité gouvernementale donnée au comté. Certaines de celles-ci sont de véritables villes privées, ne dépendant d'aucune municipalité. Les plus célèbres d'entre elles sont Sun City, en Arizona, réservée aux plus de 55 ans et créée par Delbert E. Webb ; Irvine, une ville planifiée par Irvine Company dans les années 1960 ; ou Celebration, en Floride, administrée par Walt Disney Company, qui devait exemplifier Epcot (« Prototype expérimental d'une communauté du futur »).
L'omniprésence des banlieues résidentielles et les migrations pendulaires expliquent l'utilisation importante de l'automobile, en l'absence de transports publics (mis à part quelques cas exceptionnels, tels le métro de New York). Ainsi, la majorité des Américains dépensent autant pour le transport que pour le logement, et les habitants de villes particulièrement dépendantes de l'automobile dépensent jusqu'à trois fois plus que leur Produit Régional Brut (GRP en anglais). Les habitants de Houston, Atlanta, Dallas-Ft.Worth dépensent à peu près 23 % de leur GRP pour le transport par rapport à 9 % pour Honolulu, New York, et Baltimore, et 7 % à Toronto. Ces statistiques datent de la fin des années 1990 avant la montée exponentielle du prix du pétrole, et n'incluent pas certains coûts cachés de la consommation de pétrole.
Sous l'influence du nouvel urbanisme, ce modèle urbain couplé à l'usage intensif de l'automobile a récemment été mis en cause, pour des raisons diverses liées à l'augmentation du coût du pétrole, au réchauffement climatique et autres préoccupations environnementales, outre la simple volonté d'améliorer le cadre de vie. Ainsi, Raleigh, ville de plus d'un million d'habitants en Caroline du Nord, et qui fait partie du Research Triangle Park, deuxième pôle de recherche après la Silicon Valley, a préparé un plan d'urbanisme allant jusqu'à 2030, afin de mettre en place des trottoirs, jusqu'alors inexistants, de réduire le nombre de centres commerciaux, et de revivifier le centre-ville, quasiment désert, en le couplant par tramway aux quartiers résidentiels.
Les autorités créent parfois des community separator, zones vertes qui permettent de lutter contre l'urban sprawl ou expansion urbaine. Certaines villes, telles Greenbelt, dans le Maryland (créée lors du New Deal en tant que coopérative publique par Rexford Tugwell, responsable de la Resettlement Administration), ont des ceintures vertes (Green Belt) tout autour d'elles-mêmes, afin de prévenir leur absorption dans une autre ville.